# Zegriades magister
Zegriades magister là một loài bọ cánh cứng trong họ Cerambycidae.